# 李清俊
李清俊（イ・チョンジュン、1939年8月9日 - 2008年7月31日）は、韓国の小説家。4・19世代作家。非常に多くの作品の残した多作な作家であり、その作品傾向や技法も多様である。多様性こそ李の文学哲学とも言える。その作品のいくつかは映画化され、映画界に少なくない影響を及ぼした。

## 略歴
李は1939年8月9日、全羅南道長興郡大徳邑(現：会鎮面)真木里に生まれる。幼い頃に弟と長兄を亡くす。特に長兄の死は李のその後の人格形成に少なくない影響を与えている。李の長兄は本を多く残し、李はその本を読むことで兄を追体験していった。李が小説家になる原点は幼い頃に育まれていた。李は優秀な成績で学業を修め、光州第一高等学校を経て1960年、ソウル大学校独文科に入学する。四月革命が起きた年であり、学内は学生運動でたけなわであった時代だった。李は『散文時代』の同人となり金承鈺や朴泰洵、キム・ヒョン、崔夏林等と文学修業をする。
李は、ソウル大学在籍中の1965年、「退院」が思想界新人文学賞に受賞して文壇に登場する。その後、次々と作品を発表していき、1967年には『병신과 머저리 (病身とまぬけ)』で東仁文学賞を受賞した。李の執筆活動は1970年代に入ってからより活発になる。
李の初期の作品は現実と観念、または虚無と意志の対応関係を意識し、経験的な現実を観念的に解析し象徴的に表現する傾向がある。その手法がときには、「自意識過剰」「自己優越的」との批判を受けることにもなる。そうした批評を吸収しつつ、社会をより鋭く問う『당신들의 천국 (あなたたちの天国)』『자유의 문 (自由の門)』等のベストセラーを生み出す。李の後期作品は題材を土着懐古に求め、『남도 사람 (南道の人)』を始めとした民族の郷愁を強く意識した作品を執筆する。『南道の人』は映画『風の丘を越えて/西便制』となり、国内のみならず海外で大きな評価を得た。
1985年に発表した短編小説「虫の話（벌레이야기）」は、2007年にイ・チャンドン監督により『シークレット・サンシャイン』のタイトルで映画化された。
2006年の夏に肺癌を患っていることが発覚する。自宅で療養するも2008年6月に病状が悪化しサムスンソウル病院に入院、2008年7月31日朝4時頃、死亡する。遺骸は文人葬として埋葬される。死後、大韓民国政府から金冠文化勲章を授与された。2008年12月1日、李の遺作『신화의 시대 (神話の時代)』がムルレ社より出版される。

## 年譜
- 1939年8月9日、全羅南道長興郡に生まれる。
- 1960年、光州第一高等学校を卒業する。
- 1960年、ソウル大学校独文科に入学する。
- 1965年、第7回思想界新人文学賞に当選し、文壇にデビューする。
- 1966年、ソウル大学校を卒業する。
- 1986年、漢陽大学校国文科の教授を務める。
- 2008年7月31日、肺癌により死亡する。
- 2008年、金冠文化勲章を叙勲される。

## 受賞歴
- 1967年、第12回東仁文学賞
- 1969年、大韓民国文化芸術賞
- 1975年、第8回韓国創作文学賞
- 1978年、第2回李箱文学賞
- 1986年、大韓民国文学賞
- 1990年、第2回怡山文学賞
- 1994年、第2回大山文学賞
- 1998年、21世紀文学賞
- 2004年、第36回大韓民国文化芸術賞
- 2007年、湖巌賞芸術部門
- 2007年、第1回スミレ庶民小説賞

## 代表作品
- 1965年、퇴원
- 1966年、병신과 머저리
- 1966年、굴레
- 1968年、석화촌
- 1968年、매잡이
- 1968年、침몰선
- 1971年、소문의 벽

『うわさの壁』（吉川凪訳、クオン、2020年、ISBN 9784910214122）
- 1971年、별을 보여 드립니다
- 1971年、仮睡
- 1972年、조율사
- 1972年、들어보면 아시겠지만
- 1973年、떠도는 말들
- 1974年、이어도
- 1974年、낮은 목소리로
- 1975年、가면의 꿈
- 1976年、자서전들 쓰십시다
- 1976年、서편제
- 1976年、당신들의 천국

『あなたたちの天国』（姜信子訳、みすず書房、2010年、ISBN 978-4622075530）
- 1977年、불을 머금은 항아리
- 1977年、예언자
- 1978年、잔인한 도시
- 1978年、남도 사람

『風の丘を越えて―西便制(ソピョンジェ)』（根本理恵訳、早川書房、2010年、ISBN 978-4150407346）
- 1979年、살아있는 늪
- 1979年、춤추는 사제
- 1979年、흐르지 않는 강
- 1981年、낮은 데로 임하소서
- 1986年、따뜻한 강
- 1988年、아리아리 강강
- 1989年、자유의 문

『自由の門』（李銀沢訳、『長編小説 (韓国の現代文学)』収録、柏書房、1992年、ISBN 978-4760107865）
- 2001年、떠돌이개 깽깽이
- 2001年、눈길
- 2002年、선생님의 밥그릇
- 2003年、숭어 도둑
- 2004年、아름다운 흉터
- 2004年、학으로 나는 서편제
- 2005年、머물고 간 자리 우리 뒷모습
- 2008年、신화의 시대(遺作)

## 日本語で読める作品
- 「海辺の人たち」『現代韓国文学選集4短編小説2』冬樹社、1973年
- 長璋吉訳「書かれざる自叙伝」『韓国文学名作選』泰流社、1978年
- 古山高麗雄編「くちなしの花の香り」『韓国現代文学13人集』新潮社、1981年
- 長璋吉訳「仮睡」『韓国短篇小説選』岩波書店、1988年
- 脇田和代訳「残忍な都市」『黄金 の 羽　韓国 短篇 小説選』夢2001、1991年
- 李銀沢訳「自由の門」『韓国の現代文学 1』柏書房、1992年
- 根本理恵訳『風の丘を越えて－西便制－』ハヤカワ文庫、1994年
- 姜信子訳『あなたたちの天国』みすず書房、2010年
- 文春琴訳『隠れた指　虫物語』菁柿堂、2010年
- 斎藤真理子訳「虫の話」頭木弘樹編『絶望図書館ー立ち直れそうもないとき、心に寄り添ってくれる十二の物語』ちくま文庫、2017年
- 斎藤真理子訳「テレビの受信料とパンツ」頭木弘樹編『トラウマ文学館ーひどすぎるけど無視できない十二の物語』ちくま文庫、2019年
- 吉川凪訳『うわさの壁』クオン、2020年